# مارك بيلي (لاعب كرة قاعدة)
مارك بيلي (بالإنجليزية: Mark Bailey)‏ هو لاعب كرة قاعدة أمريكي، ولد في 4 نوفمبر 1961 في سبرينغفيلد في الولايات المتحدة.

## وصلات خارجية
- مارك بيلي على موقعبيزبول رفرنس.كوم (الدوري الرئيسي) (الإنجليزية)
- مارك بيلي على موقع مشجعي الرسوم البيانية (الإنجليزية)